# Ian Clark (cầu thủ bóng đá)
Ian David Clark (sinh ngày 23 tháng 10 năm 1974) là một cựu cầu thủ bóng đá người Anh có gần 1 lần ra sân ở Football League thi đấu cho Doncaster Rovers, Hartlepool United và Darlington. Ông cũng thi đấu tại Conference cho Scarborough và các cấp độ khác ở Bóng đá non-league cho Stockton, Harrogate Town, Gateshead, Spennymoor United, Norton & Stockton Ancients, Horden Colliery Welfare, và Guisborough Town